# スティーヴ・ディジョルジオ
スティーヴ・ディジョルジオ（Steve Di Giorgio、1967年11月7日 - ）は、アメリカのベーシスト。
1985年にスラッシュメタル・バンド、セイダスを結成し、同バンドで活動していた。またデスメタル・バンド、デスの元メンバー。現在はテスタメント、チャード・ウォールズ・オブ・ザ・ダムド、Futures End、Spirits of Fire、Act of Denialのメンバーとして活動している。

## ディスコグラフィ

### セイダス
- Illusions（1988）
- Swallowed in Black（1990）
- A Vision of Misery（1992）
- Elements of Anger（1997）
- Out for Blood（2006）

### オートプシー
- Severed Survival（1989）
- Fiend for Blood（1991）

### デス
- ヒューマン - Human（1991）
- インディヴィジュアル・ソート・パターンズ - Individual Thought Patterns（1993）

### テスタメント
- ギャザリング - The Gathering（1999）
- ザ・フォーメーション・オブ・ダムネイション - The Formation of Damnation（2008）
- ダーク・ルーツ・オブ・アース - Dark Roots of Earth（2012）
- ブラザーフッド・オブ・ザ・スネイク - Brotherhood of the Snake（2016）
- タイタンズ・オブ・クリエイション - Titans of Creation（2020）

### チャード・ウォールズ・オブ・ザ・ダムド
- Charred Walls of the Damned（2010）
- Cold Winds on Timeless Days（2011）

### その他の参加
- ジェームズ・マーフィー - Feeding the Machine (1999)
- コントロール・デナイド - The Fragile Art of Existence（1999）
- アイスド・アース - Horror Show（2001）
- Vintersorg  - Visions from the Spiral Generator（2002）
- Lunaris - Cyclic（2004）- ゲスト
- Vintersorg - The Focusing Blur（2004）
- PainmuseuM - Metal for Life（2005）
- ロードランナー・ユナイテッド (Roadrunner United)（2005）
- ロブ・ヴァン・ダー・ルー - 	Freak Neil inc. Characters（2005）
- Scariot - Momentum Shift（2007）- ゲスト
- ネクロ - Death Rap（2007）
- Roger Staffelbach's Angel of Eden - The End of Never（2007）- セッション
- Futures End - Memoirs of a Broken Man（2009）
- Faust - From Glory To Infinity（2009）
- ヒーゼン - ジ・エヴォリューション・オブ・ケイオス (The Evolution of Chaos)

（2009）
- Johnny Newman - More than Ever（2011）
- Anatomy of I – 'Substratum（2011）
- Sylencer – A Lethal Dose of Truth（2012）- ゲスト
- Synesis Absorption - Forever Untouched（2012）
- Ephel Duath - On Death And Cosmos（2012）
- Soen - Cognitive（2012）
- Memorain - Evolution（2012）
- Mythodea - Mythodea（2013）
- Artlantica - Across the Seven Seas（2013）- セッション
- Jeff Hughell - Chaos Labyrint（2013）- #3 ゲスト
- Gone in April – Threads of Existence（2016）
- Counter-World Experience - Pulsar（2016）- #7 ゲスト
- Art X - The Redemption of Cain（2016）
- Spirits of Fire - Spirits of Fire（2019）
- Geoda - Here and Now（2019）
- Act of Denial - Negative（2021）
- メガデス - ザ・シック、ザ・ダイイング...アンド・ザ・デッド! (The Sick, the Dying... and the Dead!)（2021）セッション